# Liste der Naturdenkmale in Rüthen
Die Liste der Naturdenkmale in Rüthen nennt die Naturdenkmale in Rüthen im Kreis Soest in Nordrhein-Westfalen.

## Naturdenkmale
| Nummer       | Bezeichnung                                    | Gemarkung      | Lage                                                                                 | Bemerkung | Bild           |
| ------------ | ---------------------------------------------- | -------------- | ------------------------------------------------------------------------------------ | --------- | -------------- |
| 9.001        | 1 Blutbuche                                    | Altenrüthen    | Im Garten Stefanusstr. 18 (51° 29′ 45,3″ N, 8° 24′ 32,5″ O)                          |           |                |
| 9.002        | 1 Linde                                        | Altenrüthen    | Salzweg Dorfausgang nach Effeln (Heiligenhäuschen) (51° 29′ 57,5″ N, 8° 24′ 16,2″ O) |           | Linde          |
| 9.003        | 1 Ahorn                                        | Altenrüthen    | Salzweg Dorfausgang nach Effeln (51° 29′ 56,3″ N, 8° 24′ 16,7″ O)                    |           |                |
| 9.004        | 1 Linde                                        | Hemmern        | Kreuzung Wilhelmstraße / Kreisstraße (51° 31′ 35,7″ N, 8° 27′ 27,8″ O)               |           |                |
| 9.005        | 1 Linde                                        | Kallenhardt    | Markusweg (51° 27′ 15,8″ N, 8° 25′ 6,3″ O)                                           |           |                |
| 9.006        | 1 Esche                                        | Meiste         | Kreuzung Lange Straße / Schemmergrund (51° 30′ 42,2″ N, 8° 29′ 29,1″ O)              |           | Esche          |
| A-Rü-001     | 1 Birnbaum Rinderweide an der Schledde         | Langenstraße   | (51° 33′ 55,5″ N, 8° 27′ 22,6″ O)                                                    |           |                |
| A-Rü-002     | Göbellinde                                     | Drewer         | (51° 29′ 38,9″ N, 8° 22′ 35,6″ O)                                                    |           | Göbellinde     |
| A-Rü-003     | 1 Linde „Lindenstuken“                         | Rüthen         | (51° 30′ 8,5″ N, 8° 26′ 29,8″ O)                                                     |           | „Lindenstuken“ |
| A-Rü-004     | 1 Traubeneiche an der K 76, Rüthen-Altenrüthen | Rüthen         | (51° 29′ 39,7″ N, 8° 25′ 11,1″ O)                                                    |           |                |
| A-Rü-005     | 2 Linden NW Kneblinghausen                     | Kneblinghausen | (51° 30′ 7,3″ N, 8° 29′ 31,5″ O)                                                     |           |                |
| A-Rü-006     | 1 Buche an der K 45, am Hessenhohlweg          | Kneblinghausen | (51° 29′ 35,6″ N, 8° 30′ 23,7″ O)                                                    |           | Buche          |
| A-Rü-007     | 1 Traubeneiche Hühnerhagen, am Höhenweg        | Rüthen         | (51° 27′ 43,4″ N, 8° 29′ 37,4″ O)                                                    |           |                |
| LP II 2.3.7  | Esche                                          | Oestereiden    | Flur 12, Flurstück 141 ()                                                            |           |                |
| LP II 2.3.8  | Eiche                                          | Oestereiden    | Flur 12, Flurstück 433 ()                                                            |           |                |
| LP II 2.3.9  | Baumgruppe aus 3 Linden                        | Hoinkhausen    | Flur 2, Flurstück 73 ()                                                              |           |                |
| LP II 2.3.9  | Baumgruppe aus 7 Linden                        | Hoinkhausen    | Flur 2, Flurstück 59 ()                                                              |           |                |
| LP II 2.3.14 | Eiche südlich Hoinkhausen                      | Hoinkhausen    | Flur 2, Flurstück 172 ()                                                             |           |                |
| LP II 2.3.15 | Eiche                                          | Menzel         | Flur 11, Flurstück 28 (51° 32′ 42,9″ N, 8° 22′ 36,3″ O)                              |           |                |
| LP II 2.3.16 | Linde                                          | Menzel         | Flur 10, Flurstück 33 (51° 31′ 58,8″ N, 8° 23′ 59,2″ O)                              |           |                |
| LP II 2.3.17 | Baumgruppe aus 2 Kastanien und 1 Linde         | Menzel         | Flur 9, Flurstück 46 (51° 31′ 52,4″ N, 8° 24′ 8,4″ O)                                |           |                |
| LP II 2.3.18 | Eiche                                          | Kellinghausen  | Flur 1, Flurstück 227 ()                                                             |           |                |
| LP II 2.3.19 | 2 Linden                                       | Menzel         | Flur 6, Flurstück 15 (51° 31′ 14,7″ N, 8° 25′ 25,8″ O)                               |           |                |
| LP II 2.3.20 | 3 Linden                                       | Menzel         | Flur 7, Flurstück 21 (51° 31′ 10″ N, 8° 25′ 54,1″ O)                                 |           |                |
| LP II 2.3.21 | Eiche                                          | Kellinghausen  | Flur 3, Flurstück 38 ()                                                              |           |                |